# Chapelle Saint-Efflam
La chapelle Saint-Efflam est située sur la commune de Plestin-les-Grèves en France.

## Localisation
La chapelle est située sur la commune de Plestin-les-Grèves au lieu-dit de Lézormel, elle s'élève au bord de la voie romaine qui menait de Morlaix à Lanniondans le département des Côtes-d'Armor, dans la région Bretagne.

## Description
La chapelle est de plan rectangulaire, à vaisseau unique et chevet arrondi, construite en granite et schiste. Le pignon ouest est couronné d'un clocheton à baie unique.
La chapelle a été bénie le 27 mai 1888, dimanche de la Trinité, jour où avait lieu le pardon.
La fontaine de dévotion et de divination en contrebas est d'origine. Elle indique le lieu de la source qu'a fait jaillir saint Efflam pour que le roi Arthur se désaltère, tandis qu'il combattait le dragon. À côté se trouve le tronc à offrandes bien situé sur le chemin du Tro Breiz et particulièrement bien conservé.

## Historique
La chapelle actuelle a été construite à la fin du XIXe siècle en remplacement de l'ancienne qui datait du XVIe siècle et qui a été rasée pour cause de vétusté.
La chapelle date du 4ème quart du XIXe siècle. Elle a été construite, selon René Couffon, en 1883 à l'emplacement d'une ancienne chapelle. La légende latine de saint Efflam a dû être inventée à partir du XVe siècle et pourrait être attribuée au clergé plestinais, vers l'époque du recteur Le Sparler. Les reliques du saint ont été transférées à l'église du bourg. Saint Efflam, moine irlandais (né en Hibernie en 448), aurait débarqué selon la légende sur les grèves de Plestin en 470, avec ses compagnons Mellec, qui donna son nom à Pors Mellec, Kirio, à la plage de Kirio, Carré au lieu-dit Lancarré, Quémeau, Haran, Nérin et Eversin,.
La chapelle est inscrite à l'inventaire général du patrimoine culturel.

## Galerie

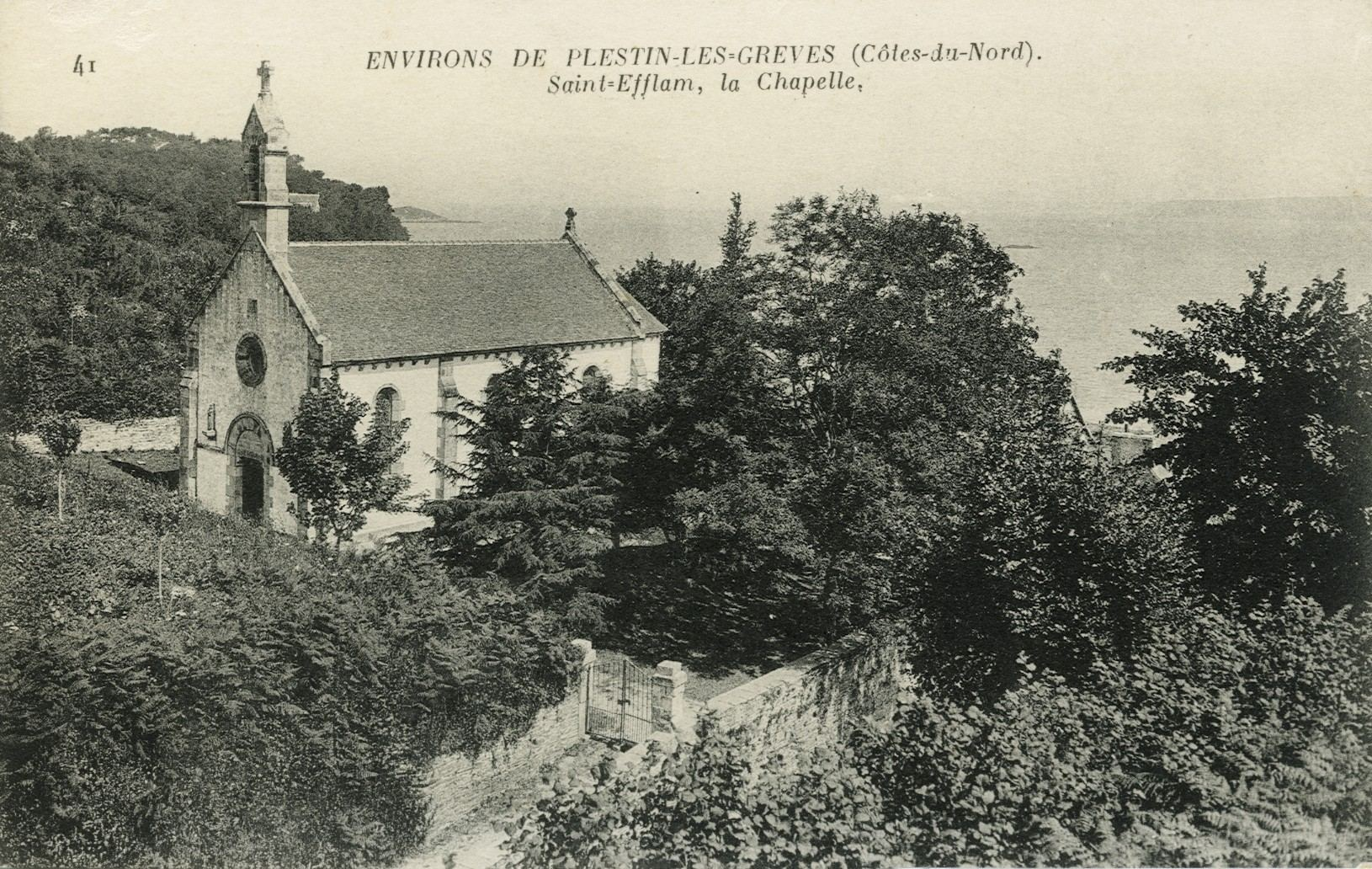
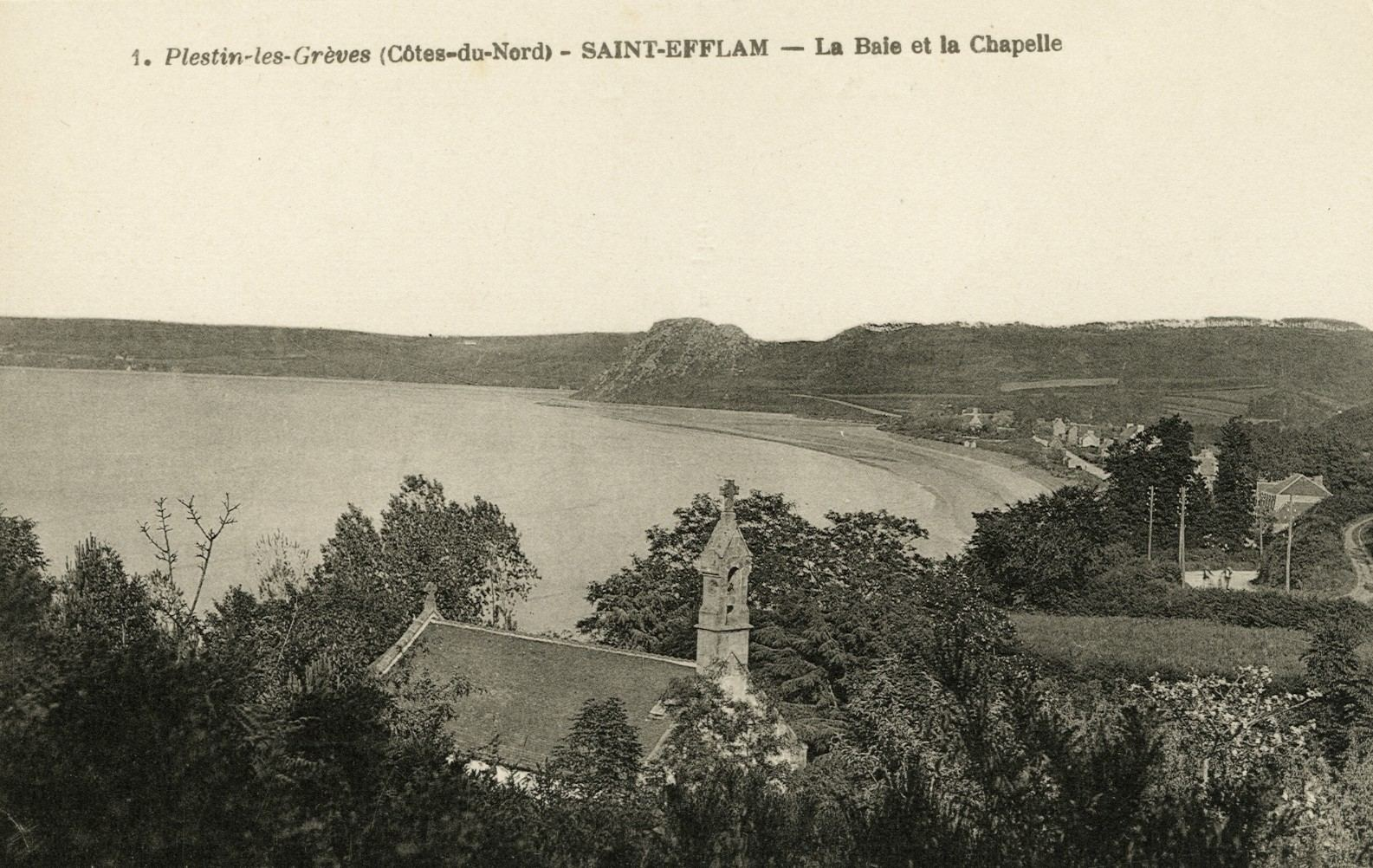
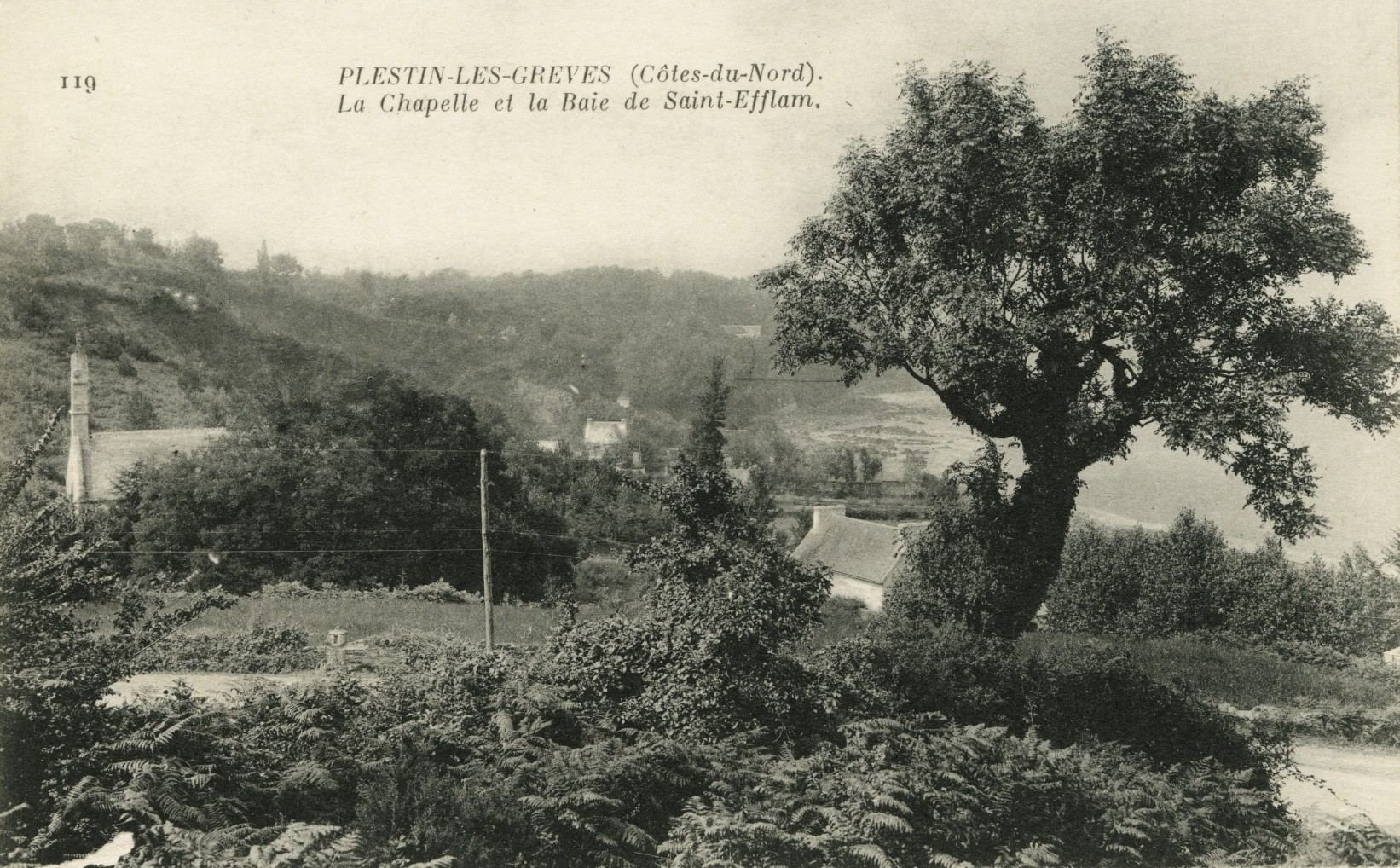